# Villacanes
Villacanes es una entidad de población española del municipio de Villarcayo de Merindad de Castilla la Vieja, perteneciente a la provincia de Burgos, en la comunidad autónoma de Castilla y León.

## Historia
Hacia mediados del siglo XIX, el lugar, por entonces perteneciente al ayuntamiento de Merindad de Castilla la Vieja, tenía contabilizada una población de diecinueve habitantes. Aparece descrito en el decimosexto y último volumen del Diccionario geográfico-estadístico-histórico de España y sus posesiones de Ultramar de Pascual Madoz con las siguientes palabras:

VILLACANES: l. en la prov., aud. terr., c. g. y dióc. de Búrgos (14 leg.), part. jud. de Villarcayo (1/2), ayunt. de la merind. de Castilla la Vieja. sit. en la vertiente de un cerro, con buena ventilacion y clima frio, pero sano; aunque espuesto á pleuresias é inflamaciones. Tiene 9 casas; una ermita abandonada; no hay igl. parr., y los fieles concurren á la de la Abadia de Rueda. El térm. confina N. Rueda; E. Villacomparada; S. Villarcayo, y O. Ciguenza y Casillas. El terreno es de mediana calidad; contiene un soto escaso de arbolado; le fertiliza el r. Nela, sobre el cual hay un puente. Los caminos son locales: el correo se recibe de la cab. del part. prod.: cereales, legumbres, patatas y lino; cria ganado lanar y caballar; caza menor y pesca de truchas, barbos y anguilas. pobl.: 7 vec., 26 almas. cap. prod.: 20,800 rs. imp.: 1,229.
(Madoz, 1850, p. 100)

En la actualidad, pertenece al municipio de Villarcayo de Merindad de Castilla la Vieja. En 2024, la entidad singular de población tenía empadronados trece habitantes y el núcleo de población, los mismos.